# The Selecter
The Selecter foi uma das mais conhecidas bandas da segunda onda do ska, formado na metade de 1979, em Coventry, Inglaterra.
O The Selecter foi um dos pilares do selo 2 Tone em sua fase mais famosa, e tem razões para tal. Músicas extremamente animadas e dançantes, com o diferencial do vocal feminino, que até aquele momento não tinha aparecido no revival do ska do final da década de 70, músicas bem compostas e executadas, e é lógico, toda a energia peculiar às primeiras bandas da 2 Tone.

## Discografia

### Álbuns
- Too Much Pressure (Fevereiro 1980) UK # 5
- Celebrate the Bullet (Fevereiro 1981) UK # 41
- The Happy Album (Julho 1994)
- Pucker! (Agosto 1995)
- Cruel Britannia (Novembro 1998)
- The Trojan Songbook (1999)
- The Trojan Songbook - Vol. 2 (2000)
- The Trojan Songbook - Vol. 3 (2001)
- Real to Reel (2003)

### Singles e EPs
- "Gangsters vs. The Selecter" (Julho 1979, 2 Tone, TT1/TT2) UK # 6
- "On My Radio" (Outubro 1979, CHSTT 4) UK # 8
- "Three Minute Hero" (Fevereiro 1980, CHSTT 8) UK # 16
- "Missing Words" (Março 1980, CHSTT 10) UK # 23
- "The Whisper" (Agosto 1980, CHSS 1) UK # 36
- "Celebrate The Bullet" (Novembro 1980, CHSS 2)
- "On My Radio 91"  (1991)
- "Madness" EP(The Selecter featuring Prince Buster & Rico) (1992)
- "Hairspray" EP (1995)

## Membros

### Formação original
- Pauline Black: vocal
- Compton Amanor: guitarra
- Charley Anderson: baixo
- Charley 'H' Bembridge: bateria
- Desmond Brown: teclado Hammond
- Neol Davies: guitarra
- Arthur 'Gaps' Hendrickson: vocal

Anderson e Brown deixaram o The Selecter em 1980. Eles foram substituídos por James Mackie no Hammond e Adam Williams no baixo.

### Formação do retorno: 1991
- Pauline Black: vocal
- Neol Davies: guitarra
- Arthur 'Gaps' Hendrickson - vocal
- Martin Stewart: teclado
- Nicky Welsh: baixo
- Perry Melius: bateria